# سيف الأمازون الأجلك
سيف الأمازون الأجلك (الاسم العلمي:Echinodorus glaucus) هو نوع من النباتات يتبع جنس سيف الأمازون من الفصيلة المزمارية.

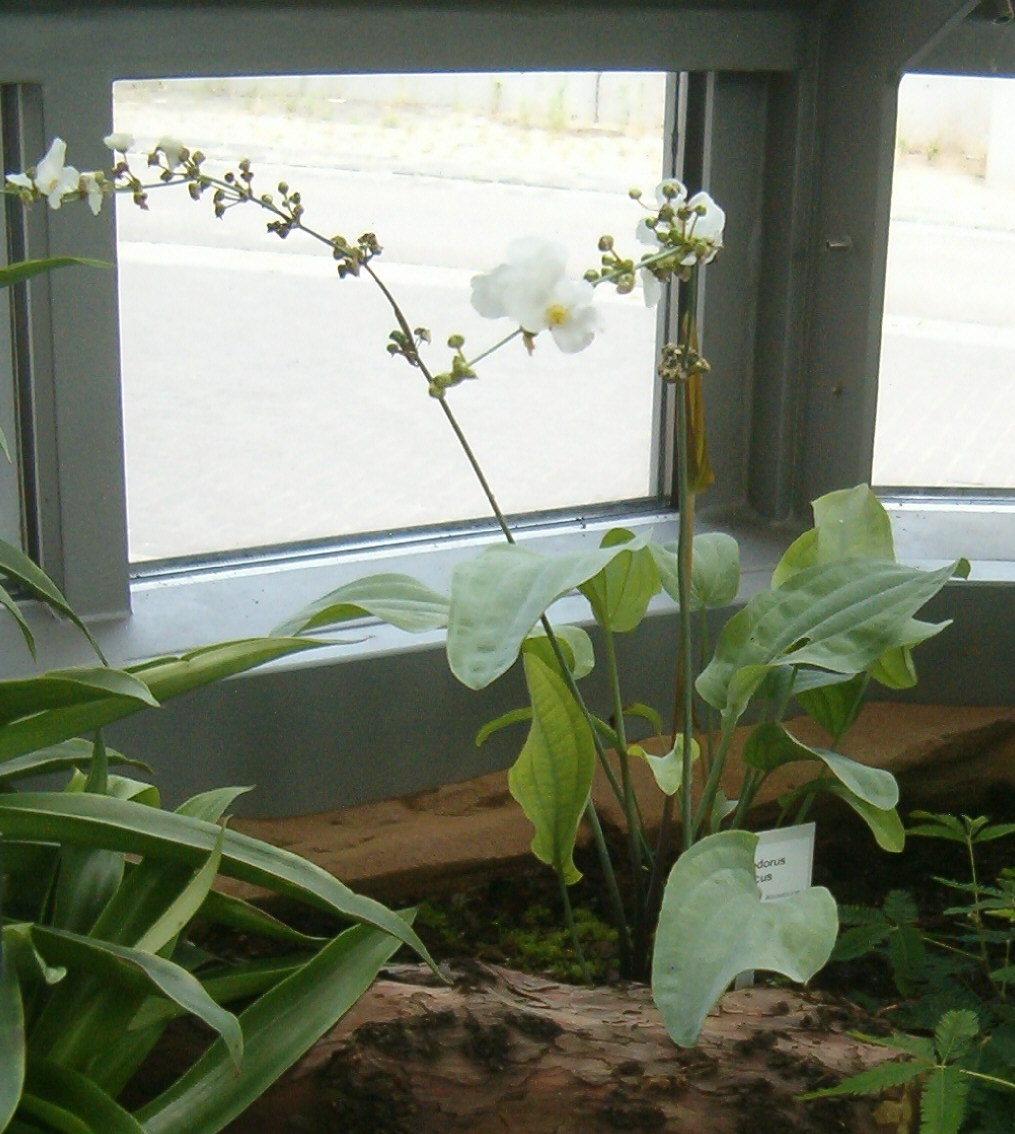
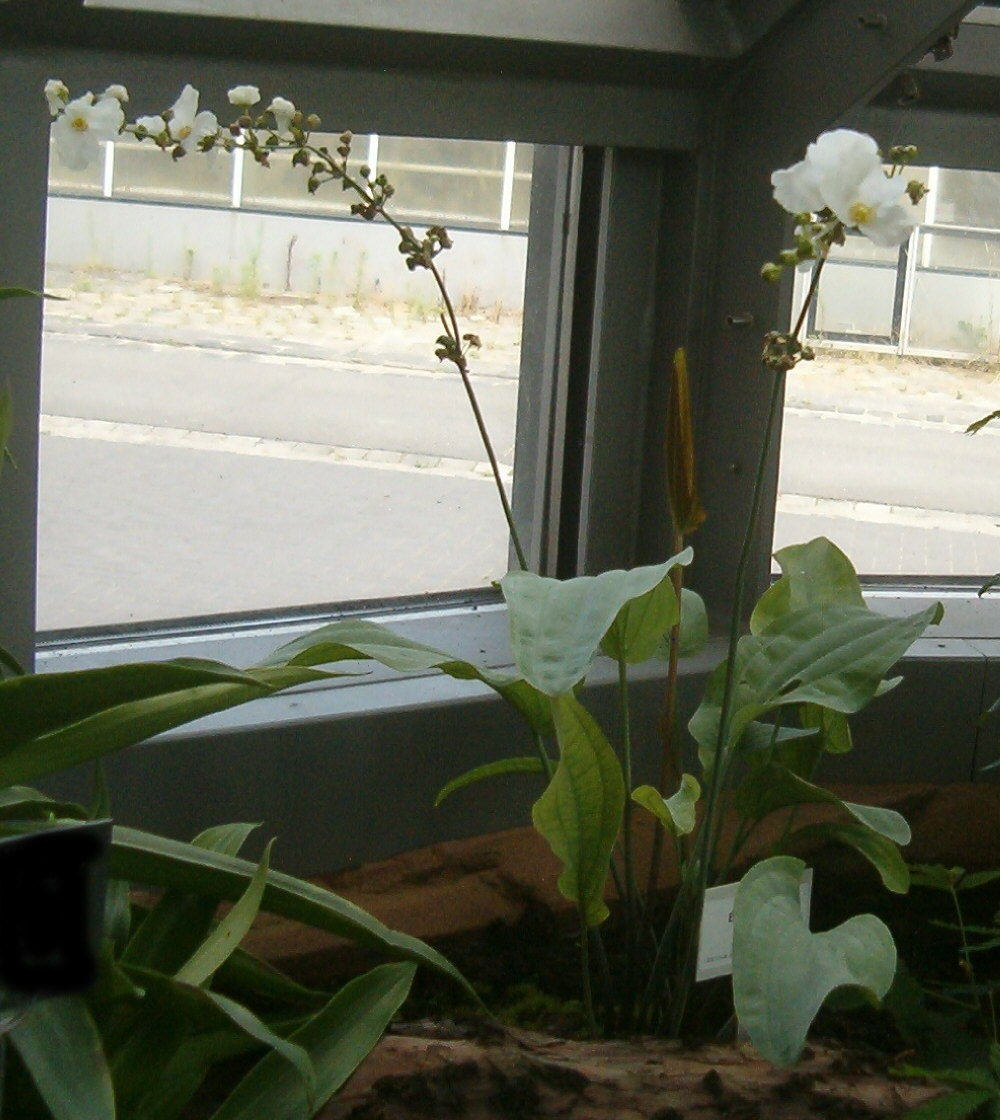
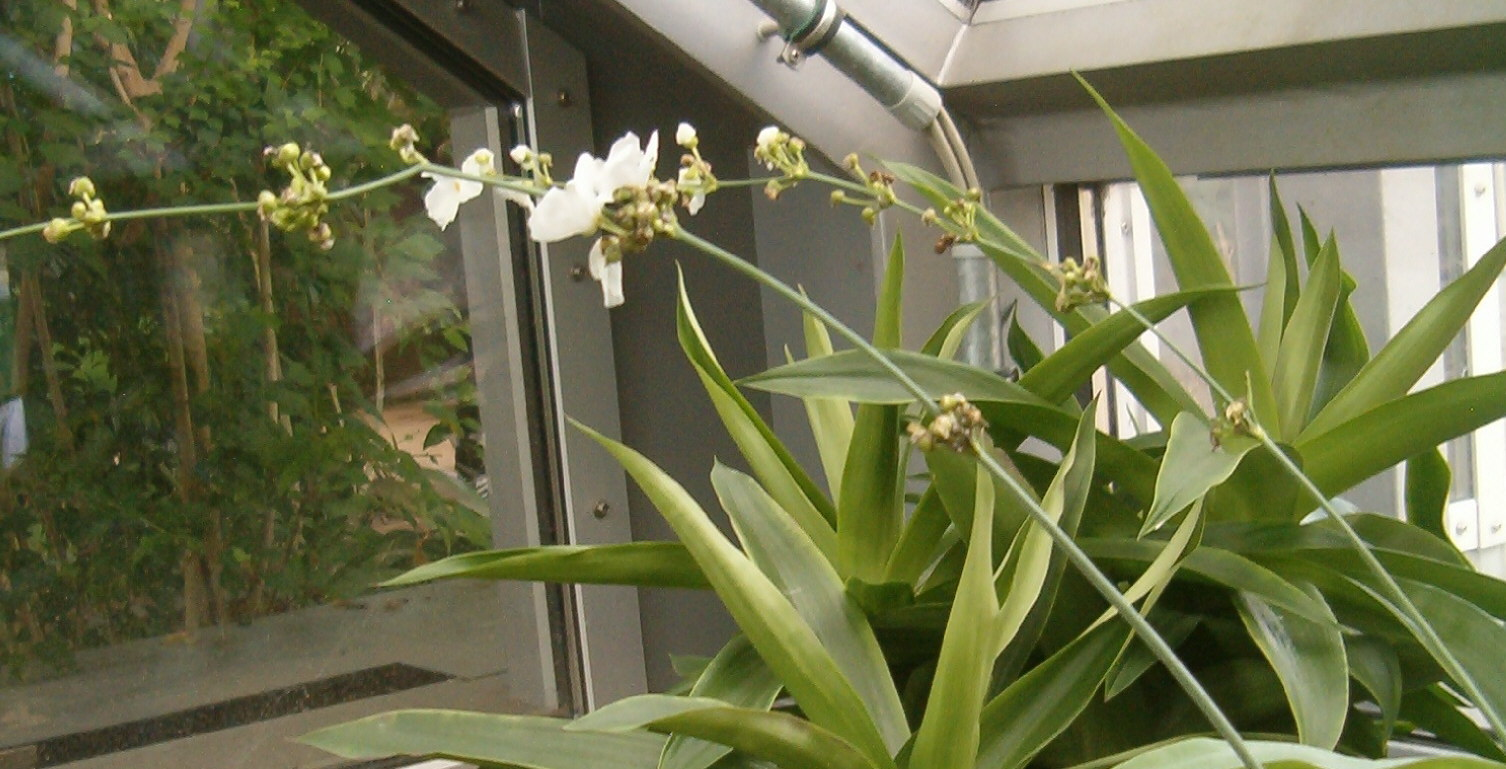